# MPEG-2
Moving Pictures Experts Group 2 (MPEG-2), és la designació per a un grup d'estàndards de codificació d'àudio i vídeo acordat per MPEG (grup d'experts en imatges en moviment), i publicats com a estàndard ISO 13818. MPEG-2 és en general usat per codificar àudio i vídeo per a senyals de transmissió, que inclouen Televisió digital terrestre, per satèl·lit o cable. MPEG-2. Amb algunes modificacions, és també el format de codificació usat pels discos SVCD i DVD comercials de pel·lícules.
MPEG-2 és similar a MPEG-1, però també proporciona suport per a vídeo  entrellaçat (el format utilitzat per les televisions.) MPEG-2 vídeo no està optimitzat per a baixes taxes de bits (menors que 1 Mbit/s), però supera en acompliment a MPEG-1 a 3 Mbit/s i superiors.
MPEG-2 introdueix i defineix Fluxos de Transport, els quals són dissenyats per transportar vídeo i àudio digital a través de mitjans impredictibles i inestables, i són utilitzats en transmissions televisives. Amb algunes millores, MPEG-2 és també l'estàndard actual de les transmissions en HDTV. Un descodificador que compleix amb l'estàndard MPEG-2 haurà de ser capaç de reproduir MPEG-1.
MPEG-2 àudio, definit en la Part 3 de l'estàndard, millora a MPEG-1 àudio en allotjar la codificació de programes d'àudio amb més de dos canals. La part 3 de l'estàndard admet que sigui fet retro-compatible, permetent que descodificadors MPEG-1 àudio puguin descodificar la component estèreo dels dos canals mestres, o en una manera no *retro-compatible, la qual permet als codificadors fer un millor ús de l'amplada de banda disponible. MPEG-2 suporta diversos formats d'àudio, incloent MPEG-2 AAC.

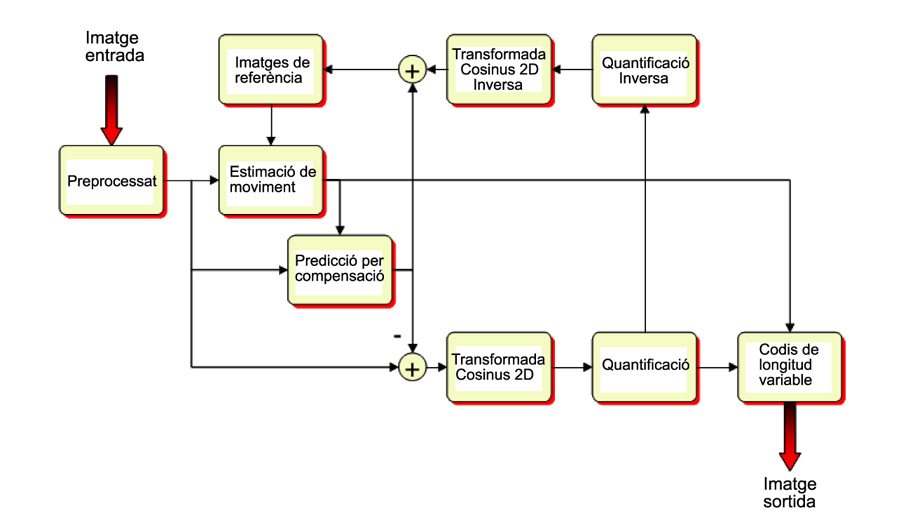
Procés de codificació MPEG

## Capes
- 1. Sistemes

Program Stream: Combinem un paquet d'àudio amb un de vídeo amb el mateix timestream. Pensat per entorns sense errors, o bé molt pocs (per exemple en el cas del DVD). Utilitza paquets grans i de mida variable (normalment 2048 Bytes).
Transport Stream: Dedicat a transmetre vídeo per difusió sobre xarxes (DVB), per tant, parlem d'entorns amb errors. Degut a això utilitza paquets petits, de 188 bytes.
- 2. Vídeo
- 3. Àudio
- 4. Test. S'inclouen un conjunt de mètodes per saber si el codificador és compatible amb MPEG-2
- 5. Programari de referència. Serveix com a base per conèixer com funciona el sistema i a partir d'ell es poden implementar reformes i millores.
- 6. Extensions del sistema (DSM-CC)
- 7. AAC
- 8. (es va eliminar)
- 9. Extensions del sistema (RTI). RTI (Real Time Interface) és un bloc situat abans del descodificador que prepara l'stream de dades per a ser descodificat correctament en el cas que aquest no tingui el format 100% compatible amb l'estàndard MPEG-2
- 10. Test de la capa 6
- 11. IPMP (Intellectual Property Management and Protection). Serveix per controlar els drets sobre la propietat intel·lectual. IPMP és una interfície a les eines de watermarking, autenticació i encriptació/desencriptació, però no dona els mètodes per implementar-les.

## Codificació de vídeo MPEG-2 (simplificat)
MPEG-2 és per a la codificació genèrica d'imatges en moviment i l'àudio associat que crea un flux de vídeo mitjançant tres tipus de dades de marc (quadres intra, quadres posteriors predictibles i quadres predictibles bi-direccionals) arreglats en un ordre específic cridat “L'estructura GOP”(GOP = Group Of Pictures o grup d'imatges).
Generalment el material originat és una seqüència de vídeo a una resolució de píxels pre-fixada a 25 o 29,97 quadres per segon amb so.
MPEG-2 admet fluxos de vídeo escanejat de manera tant progressiva a com entrellaçada. En fluxos d'escaneig progressiu, la unitat bàsica de codificació és un camp. En la discussió d'a baix, els termes genèrics “quadre” i “imatge” es refereixen tant als camps o quadres, depenent del tipus de flux.
El flux MPEG-2 està format per una sèrie de quadres d'imatges codificades. Les tres maneres de codificar una imatge són: intra-codificat (quadre I), predictible posterior (quadre P) i predictible bi-direccional (quadre B).
La imatge del vídeo és separada en dues parts: luminància (I) i croma (també anomenada senyals de diferència de color u i V) al seu torn, són dividits en “Macro-blocs” els quals són la unitat bàsica dins d'una imatge. Cada macro-bloc és dividit en quatre, 8X8 blocs de luminància. El nombre de blocs de croma de 8X8 depèn del format de color de la font. Per exemple en el format comú 4:2:0 hi ha un bloc de croma per macro-bloc per cada canal fent un total de sis blocs per macro-bloc.
En el cas dels quadres I, la informació d'imatge passada a través del procés codificador descrit a baix, els quadres P i B primer són subjectes a un procés de compensació de moviment, en el qual són co-relacionats amb la imatge prèvia (i en el cas del quadro B, la següent). Cada macro-bloc en la imatge P o B és llavors associada amb una àrea en la imatge prèvia o següent que aquest ben correlacionada amb alguna d'aquestes. El vector de moviment que mapeja el macro-bloc amb la seva àrea correlacionada és codificat, i llavors la diferència de les dues àrees és passada a través del procés de codificació descrit a baix.
Cada bloc és processat amb una transformada cosinus discreta (DCT) 8X8. El coeficient DCT resultant és llavors quantificat d'acord amb un esquema predefinit, reordenat a una màxima probabilitat d'una llarga filera de zeros, i codificat. Finalment, s'aplica un algorisme de codificació Huffman de taula fixa.
Els quadres I codifiquen redundància espacial, mentre que els quadres B i P codifiquen redundància temporal. A causa dels marcs adjacents són sovint ben correlacionats, els quadres P poden ser del 10% de la grandària d'un quadre I, i el quadre B al 2% de la seva grandària.
La seqüència de diferents tipus de marcs és anomenada "l'estructura de grups d'imatges" (GOP). Hi ha moltes estructures possibles però una comuna és la de 15 marcs de llarg, i té la seqüència I_BB_P_BB_P_BB_P_BB_P_BB_. Una seqüència similar de 12 marcs és també molt comú. La relació de quadres I, P i B en l'estructura GOP és determinat per la naturalesa del flux de vídeo i l'amplada de banda que construeix el flux, a més el temps de codificació pot ser un assumpte important.
La taxa de bits de sortida d'un codificador MPEG-2 pot ser constant (CBR) o variable (VBR), amb un màxim determinat pel reproductor, per exemple el màxim possible en un DVD de pel·lícula és de 10,4 Mbit/s. Per aconseguir una taxa de bits constant el grau de quantificació és alterat per aconseguir la taxa de bits requerida. Incrementar la quantificació fa visible un defecte quan el vídeo és descodificat.

## Codificació d'àudio MPEG-2.
MPEG-2 a més introdueix nous mètodes de codificació d'àudio. Aquests són:
Baixa taxa de bits de codificació amb taxes de mostreig dividides (MPEG-1 capa 1/2/3 LSF)
Codificació multi-canal fins a 6 canals (5.1)

## MPEG-2 En SVCD
Restriccions addicionals i modificacions de MPEG-2 en SVCD:
- Resolució
  - 480 x 480 píxels NTSC (USA, Japó)
  - 480 x 576 píxels PAL (Europa)
- Relació d'aspecte
  - 4:3
- Taxa de fotogrames
  - 59.94 camps/s, 29.97 fotogrames/s (NTSC)
  - 50 camps/s, 25 fotogrames/s (PAL))
- Taxa de bits d'àudio + vídeo
  - Pico 2.52 Mbit/s
  - Mínim 300 Kbit/s
  - YUV 4:2:0
- Àudio
  - MPEG-1 capa 2 (MP2): 44.1KHZ, 224 Kbit/s, Estèreo
- Estructura *GOP
  - Ha de sortir seqüència d'Encapçalat per cada GOP
  - No hi ha límit màxim de GOP

## Perfils MPEG-2
- SP. Simple Profile. Frames I,P. YUV→4:2:0. No suporta entrellaçat
- MP. Main Profile. Frames I,P,B. YUV→4:2:0. Entrellaçat/Progressiu
- 422P. 422 Profile. Frames I,P,B. YUV→4:2:2. Entrellaçat/Progressiu
- SP. Spatial Profile. Frames I,P,B. YUV→4:2:0. Entrellaçat/Progressiu
- HP. High Profile. Frames I,P,B. YUV→4:2:2. Entrellaçat/Progressiu

## Nivells MPEG-2
- LL. Low Level (352x288)
- ML. Main Level (720x576)
- H-14. High 1440 (1440x1152)
- HL. High Level (1920x1152)

## Aplicacions
Hi ha diverses combinacions perfil&nivell per adaptar-se a diferents aplicacions:
- SP&LL (15Hz, 176x144, 0.096Mbit/s) per Terminals mòbils
- MP&LL (24Hz, 352x288, 0.384Mbit/s) per PDA's
- MP&ML per DVB,DVD
- 422P&H-14 o HL per HDTV